# Hammersmith Apollo
Hammersmith Apollo er en koncert- og teatersal i Hammersmith i London. Det blev åbnet i 1932, og var oprindelig kendt som Gaumont Palace Hammersmith. I 1962 fik det navnet Hammersmith Odeon, et navn mange fortsat bruger enten fuldt ud eller i form af kortversionen Hammy-O. 
Det hed så en kort periode Labatt's Apollo efter at en sponsoraftale blev indgået med Labatt, og fik til så navnet Hammersmith Apollo. I 2002 fik det nok en gang nyt navn, Carling Apollo, på grund af en sponsoraftale med Carling. I 2006 gik man tilbage til navnet Hammersmith Apollo. 
Salen har 5039 sæder og 3632 ståpladser. Det bruges både til koncerter og andre forestillinger.
Comedy-programmet 'Live at the Apollo foregår i Hammersmith Apollo.